# منتخب إيران لكأس ديفيز
منتخب إيران لكأس ديفيز (بالفارسية: تیم دیویس‌کاپ ایران) هو ممثل إيران الرسمي في كرة المضرب في كأس ديفيز.